# Jean-Marie Cauchies
Jean-Marie Cauchies (né le 29 novembre 1951) est un historien belge, spécialiste notamment de l'histoire du droit médiéval et moderne dans les Pays-Bas méridionaux.

## Biographie[1]
Jean-Marie Cauchies a soutenu en 1978 une thèse de doctorat à l'université catholique de Louvain sur la législation princière en Hainaut. 
Il fut professeur à l'université catholique de Louvain de 1984 à 2012 et il enseigne depuis 1977 à l'université Saint-Louis - Bruxelles, où il est professeur émérite depuis 2012. Il a notamment été chargé de cours portant sur l’histoire médiévale et moderne (cours généraux et séminaires), l’histoire des institutions et du droit, l'histoire de Belgique et l’historiographie.  
Il est secrétaire général du centre européen d'études bourguignonnes et membre de la Classe des lettres de l’Académie royale de Belgique, de la Commission royale d’histoire et de la Commission pour la publication des anciennes lois et ordonnances de Belgique. Il est aussi détenteur de deux doctorats honoris causa, à l'Université Lyon III Jean Moulin et à l'Université de Haute-Alsace à Mulhouse. 
Il s'est également engagé en politique  en étant conseiller communal à Quaregnon de 1977 à 1988 et de 2001 à 2012, ainsi que conseiller au cabinet du ministre de la Communauté française Michel Hansenne de 1979